# Буруновка
Буру́новка (рос. Буруновка, башк. Борон) — село у складі Гафурійського району Башкортостану, Росія. Адміністративний центр Буруновської сільської ради.
Населення — 258 осіб (2010; 300 в 2002).
Національний склад:
- росіяни — 40%
- татари — 38%